# Minding the Gap
Minding the Gap é um documentário americano de 2018 dirigido por Bing Liu. O filme narra as vidas e as amizades de três jovens de Rockford, Illinois, unidos pelo amor ao skate. Além da aprovação máxima no Rotten Tomatoes, o filme ganhou o prêmio U.S. Documentary Special Jury Award fofr Breakthrough Filmmaking no Festival de Cinema de Sundance. No Óscar 2019, foi nomeado para Melhor Documentário.

## Lançamento
O filme estreou no Festival de Cinema de Sundance, recebendo o prêmio U.S. Documentary Special Jury Award for Breakthrough Filmmaking. Em junho de 2018, a empresa de streaming Hulu adquiriu os direitos de distribuição; em 17 de agosto de 2018, o filme foi lançado concomitantemente nos Estados Unidos e na plataforma.

## Recepção crítica
A. O. Scott, do The New York Times, classificou o filme como uma "estreia surpreendente" e uma "abordagem rica e devastadora sobre raça, classe e masculinidade na América no século 21." Sophie Gilbert, da publicação The Atlantic, classificou o filme como "uma proeza documentada"." Richard Brody, do The New Yorker, escreveu que as imagens do skate "são apenas o pano de fundo e o contexto do filme, cujas substâncias – trauma doméstico, racismo sistêmico e problemas econômicos – é parte da composição social e dá, ao filme, grande alcance e profundidade política."